# Franz-Josef Berners
Franz-Josef Berners  (* 27. März 1945 in Dabringhausen) ist ein deutscher Politiker (CDU).
Berners machte das Abitur in Opladen und studierte im Anschluss Betriebswirtschaften in Köln und Pittsburgh, USA. Nachdem er 1971 in Köln promoviert wurde, arbeitete er noch ein Jahr dort als wissenschaftlicher Assistent. Danach war er noch bis 1973 als Unternehmensberater tätig und wurde schließlich Vertriebsleiter bei der Bayer AG.
Der CDU trat er 1971 bei und wurde 1975 Mitglied im Stadtrat von Leverkusen. Ab 1979 war er Vorsitzender der CDU-Fraktion. Von 1979 bis 1984 war er Mitglied des Bezirksplanungsrates beim Regierungspräsidenten Köln. Nach dem Tod der Abgeordneten Helga Wex 1986 rückte er in den Deutschen Bundestag nach, dem er bis zum Ende der zehnten Wahlperiode 1987 angehörte. Während dieser Zeit war er Mitglied im Rechtsausschuss und stellvertretendes Mitglied im Ausschuss für Forschung und Technik.